# Winter-X-Games 2025
Die Winter X Games XXIX fanden vom 23. bis 25. Januar 2025 zum 24. Mal in Folge in Aspen, Colorado statt. Das Event wurde von ESPN produziert. Ausgetragen wurden jeweils zehn Freestyle-Skiing und Snowboard-Wettbewerbe. An den Wettkämpfen nahmen 113 Athleten teil.

## Resultate

### Freestyle-Skiing

#### Knuckle Huck
| Rang | Name                     |
| ---- | ------------------------ |
|      | Alexander Hall           |
|      | Matěj Švancer            |
|      | Juho Saastamoinen        |
| 4    | Colby Stevenson          |
| 5    | Daniel Bacher            |
| 6    | Jesper Tjäder            |
| 7    | Mikkel Brusletto Kaupang |
| 8    | Tormod Frostad           |

| Rang | Name              |
| ---- | ----------------- |
|      | Tess Ledeux       |
|      | Olivia Asselin    |
|      | Anni Kärävä       |
| 4    | Megan Oldham      |
| 5    | Grace Henderson   |
| 6    | Sarah Höfflin     |
| 7    | Rell Harwood      |
| 8    | Ruby Star Andrews |

#### Street
| Rang | Name              |
| ---- | ----------------- |
|      | Colby Stevenson   |
|      | Tucker FitzSimons |
|      | Evan McEachran    |
| 4    | Max Moffatt       |

| Rang | Name           |
| ---- | -------------- |
|      | Olivia Asselin |
|      | Bella Bacon    |
|      | Marion Balsamo |
| 4    | Eileen Gu      |

#### Superpipe
| Rang | Name                 |
| ---- | -------------------- |
|      | Nick Goepper         |
|      | Alex Ferreira        |
|      | Hunter Hess          |
| 4    | Finley Melville Ives |
| 5    | Birk Irving          |
| 6    | Luke Harrold         |
| 7    | Brendan MacKay       |
| 8    | Aaron Blunck         |

| Rang | Name            |
| ---- | --------------- |
|      | Cassie Sharpe   |
|      | Li Fanghui      |
|      | Amy Fraser      |
| 4    | Zoe Atkin       |
| 5    | Svea Irving     |
| 6    | Rachael Karker  |
| 7    | Kathryn Gray    |
| 8    | Hanna Faulhaber |

#### Slopestyle
| Rang | Name            |
| ---- | --------------- |
|      | Luca Harrington |
|      | Andri Ragettli  |
|      | Mac Forehand    |
| 4    | Konnor Ralph    |
| 5    | Birk Ruud       |
| 6    | Colby Stevenson |
| 7    | Alexander Hall  |
| 8    | Max Moffatt     |
| 9    | Evan McEachran  |
| 10   | Matěj Švancer   |

| Rang | Name              |
| ---- | ----------------- |
|      | Tess Ledeux       |
|      | Olivia Asselin    |
|      | Anni Kärävä       |
| 4    | Megan Oldham      |
| 5    | Grace Henderson   |
| 6    | Sarah Höfflin     |
| 7    | Rell Harwood      |
| 8    | Ruby Star Andrews |

#### Big Air
| Rang | Name            |
| ---- | --------------- |
|      | Miro Tabanelli  |
|      | Luca Harrington |
|      | Matěj Švancer   |
| 4    | Troy Podmilsak  |
| 5    | Mac Forehand    |
| 6    | Birk Ruud       |
| 7    | Dylan Deschamps |
| 8    | Alexander Hall  |

| Rang | Name            |
| ---- | --------------- |
|      | Flora Tabanelli |
|      | Grace Henderson |
|      | Tess Ledeux     |
| 4    | Rell Harwood    |
| 5    | Liu Mengting    |
| 6    | Anni Kärävä     |
| 7    | Muriel Mohr     |

### Snowboard

#### Knuckle Huck
| Rang | Name             |
| ---- | ---------------- |
|      | Wang Ziyang      |
|      | Patrick Hofmann  |
|      | Dusty Henricksen |
| 4    | Zeb Powell       |
| 5    | Rocco Jamieson   |
| 6    | Halldór Helgason |
| 7    | Liam Brearley    |
| 8    | Zenja Potapov    |

| Rang | Name            |
| ---- | --------------- |
|      | Kokomo Murase   |
|      | Mia Brookes     |
|      | Lily Dhawornvej |
| 4    | Ellie Weiler    |
| 5    | Laurie Blouin   |
| 6    | Annika Morgan   |
| 7    | Egan Wint       |
| 8    | Veda Hallen     |

#### Street
| Rang | Name          |
| ---- | ------------- |
|      | Frank Jobin   |
|      | Nate Haust    |
|      | Benny Milam   |
| 4    | Liam Brearley |

| Rang | Name            |
| ---- | --------------- |
|      | Iris Pham       |
|      | Telma Särkipaju |
|      | Jaylen Hanson   |
| 4    | Grace Warner    |

#### Superpipe
| Rang | Name              |
| ---- | ----------------- |
|      | Scotty James      |
|      | Yūto Totsuka      |
|      | Ayumu Hirano      |
| 4    | Lucas Foster      |
| 5    | Shuichiro Shigeno |
| 6    | Wang Ziyang       |
| 7    | Jason Wolle       |
| 8    | Joey Okesson      |

| Rang | Name              |
| ---- | ----------------- |
|      | Chloe Kim         |
|      | Maddie Mastro     |
|      | Sara Shimizu      |
| 4    | Choi Ga-on        |
| 5    | Queralt Castellet |
| 6    | Mitsuki Ono       |
| 7    | Cai Xuetong       |
| 8    | Maddy Schaffrick  |

#### Slopestyle
| Rang | Name             |
| ---- | ---------------- |
|      | Redmond Gerard   |
|      | Mark McMorris    |
|      | Taiga Hasegawa   |
| 4    | Marcus Kleveland |
| 5    | Liam Brearley    |
| 6    | Dusty Henricksen |
| 7    | Rene Rinnekangas |
| 8    | Mons Røisland    |
| 9    | Sven Thorgren    |
| 10   | Ian Matteoli     |

| Rang | Name                 |
| ---- | -------------------- |
|      | Zoi Sadowski-Synnott |
|      | Kokomo Murase        |
|      | Mia Brookes          |
| 4    | Laurie Blouin        |
| 5    | Annika Morgan        |
| 6    | Anna Gasser          |
| 7    | Julia Marino         |
| 8    | Miyabi Onitsuka      |

#### Big Air
| Rang | Name             |
| ---- | ---------------- |
|      | Hiroto Ogiwara   |
|      | Taiga Hasegawa   |
|      | Rocco Jamieson   |
| 4    | Mons Røisland    |
| 5    | Su Yiming        |
| 6    | Ian Matteoli     |
| 7    | Frank Jobin      |
| 8    | Marcus Kleveland |

| Rang | Name                 |
| ---- | -------------------- |
|      | Anna Gasser          |
|      | Reira Iwabuchi       |
|      | Zoi Sadowski-Synnott |
| 4    | Mia Brookes          |
| 5    | Miyabi Onitsuka      |
| 6    | Mari Fukada          |
| 7    | Laurie Blouin        |
| 8    | Kokomo Murase        |